# Tur Dolny
Tur Dolny – wieś w Polsce położona w województwie świętokrzyskim, w powiecie pińczowskim, w gminie Michałów.

## Części wsi
| SIMC    | Nazwa   | Rodzaj     |
| ------- | ------- | ---------- |
| 0250790 | Busina  | przysiółek |
| 0250808 | Folwark | część wsi  |

W latach 1975–1998 miejscowość administracyjnie należała do województwa kieleckiego.

## Odkrycia archeologiczne
Na obszarze tej wsi, na terenie tamtejszych złóż piasku znajduje się prawdopodobnie największe skupisko starożytnego osadnictwa w województwie świętokrzyskim. Od 1600 r. p.n.e. do 300 r. n.e. zakładano tam osady i cmentarzyska.
Według oceny archeologów na terenie tym, mamy do czynienia z osadnictwem z epoki tak zwanej kultury trzcinieckiej, czyli okresu około 3,5 tysiąca lat przed naszą erą. Potem następuje przerwa. Kolejni osadnicy pozostawiają ślady w okresie tak zwanej kultury pomorskiej, czyli 400-200 lat przed nasza erą.
Od drugiej połowy lat 80 XX w. na tym terenie badania archeologiczne prowadzą naukowcy z Krakowa. W ich opinii miejscowe tereny, mimo prowadzonych od wielu lat prac, nadal są mało zbadane i kryją wiele tajemnic.
Na już odkrytych stanowiskach doskonale widać kolejno zmieniające się kultury i jak duża liczba osób zamieszkiwała na tym terenie w kolejnych okresach.
W sierpniu 2007 r. na terenie jednego ze stanowisk archeologicznych w okolicach wsi Tur Dolny odkryto grób kloszowy z okresu kultury pomorskiej. Jest to popielnica spełniająca role urny z prochami, przykryta glinianą misą. Wszystko to nakryte jest odwróconym do góry kloszem. W jego zagłębieniu znajdują się ślady szczątków.